# تكافؤ الكتلة والطاقة

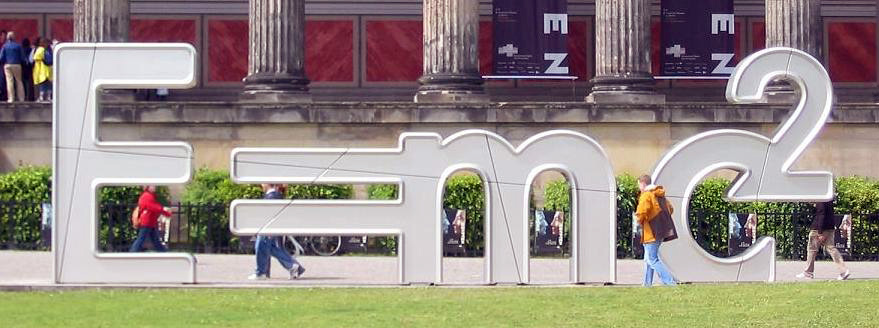
مجسم لمعادلة أينشتاين الشهيرة في برلين

تكافؤ الكتلة والطاقة (ط = ك.ع²) (بالإنجليزية: E=mc²)‏ أي إن حاصل ضرب الكتلة النسبية لجسم ما في مربع سرعة الضوء يساوي الطاقة الحركية لذلك الجسم، وتعني ببساطة أن المادة والطاقة شيء واحد. وهي أشهر المعادلات الفيزيائية في القرن العشرين، وتمثل هذه المعادلة إحدى نتائج النسبية الخاصة لأينشتاين، وقد أدت تلك المعادلة فيما بعد إلى اكتشاف الطاقة النووية، واستغلت أول ما استغلت في صناعة القنبلة الذرية التي ألقيت على مدينة هيروشيما وأخرى على ناجازاكي باليابان خلال الحرب العالمية الثانية وانتهت الحرب بسببهما. فكثير من الناس كانوا لا يصدقون بأن لنواة العناصر طاقة كبيرة بهذا القدر.
وقد بينت التجارب العلمية أن كتلة نواة الذرات تقل عن كتلة مجموع مكوناتها (أي مجموع كتل البروتونات والنيوترونات) والفرق في هذه الكتل يتحول إلى طاقة وهذه الطاقة هي التي تسمح بترابط مكونات نواة الذرة. وقد استطاع العلماء تحرير هذه الطاقة عن طريق شطر أنوية الذرات.
وتستغل الطاقة النووية في عصرنا الحاضر في إنتاج الطاقة الكهربائية في المفاعلات النووية والتي تعمل اليورانيوم كوقود ذري. ويعتبر اليورانيوم-235 هو الوقود الذري، إلا أن وجوده في خام اليورانيوم قليل (يوجد في الخام بنسبة 0.7%). ولكي يصلح لتشغيل المفاعلات النووية لا بد من تخصيبه إلى درجة 3.5%. وخلال التفاعل النووي في المفاعل تنقسم نواة اليورانيوم-235 وتنطلق قوى الربط على هيئة حرارة نستغلها في تسخين الماء وتكوين بخار ماء ذو ضغط عال (نحو 400 ضغط جوي) ويدير هذا البخار توربين الذي يدير بدوره المولد الكهربائي، وبذلك نحصل على الطاقة الكهربائية من الطاقة النووية.
وهناك نوع آخر من التفاعلات النووية أكثر إنتاجية للطاقة وهي تفاعل الاندماج النووي وفيها تلتحم 4 ذرات للهيدروجين لتكوِّم نواة ذرة الهيليوم، وتنطلق فرق قوة الرباط على هيئة طاقة حرارية. وخلال تلك العملية يتحول اثنان من البروتونات إلى نيوترونين فتصبح نواة الهيليوم بها 2 بروتونات و2 نيوترونات، وهي أشد الأنوية جميعا في صلابتها وتماسكها.

## مثال عملي
تنص معادلة آينشتاين على:
{\displaystyle E=mc^{2}}
حيث:
E الطاقة جول
m الكتلة كيلوجرام
c سرعة الضوء في الفراغ متر/ثانية
إذا حسبنا تلك المعادلة ل 1 جرام من المادة، وبمعرفة أن سرعة الضوء 299,792,458 متر/ثانية نحصل على النتيجة:
≈9.0×1013 جول/جرام
وهذه الطاقة تعادل:
90 مليون جول
أو 24.9 مليون كيلوات-ساعة
أو 21.5 مليون سعر حراري
أو 21.5 ألف طن TNT
هذه هي طاقة 1 جرام من المادة (أي مادة) المكافئة لنحو 20 مليون كيلوواط ساعي. وتعلمنا ذلك من النظرية النسبية الخاصة لأينشتاين التي صاغها عام 1905 وكان في الخامسة والعشرين من عمره.

## أمثلة أخرى
رأينا أن تكافؤ المادة والطاقة يعتمد على سرعة الضوء طبقا لمعادلة أينشتاين وهي سرعة كبير جدا جدا وتبلغ 300.000 كيلومتر في الثانية. لذلك فإن زيادة كتلة جسم نقوم بتسخينه تكون صغيرة جدا جدا لا نلاحظها. فمثلا عندما نسخن 1 طن من الماء من درجة الصفر إلى درجة الغليان يقوم ذلك بزيادة كتلة الماء نحو 1/5.000.000 جرام.
- وإذا حرقنا 1 طن من الفحم في مكان مغلق فإن المواد الناتجة من الاشتعال تكون أخف من المواد المشتركة في الاحتراق بعد تبريده نحو 1/3000 جرام. ونقص الكتلة هذا الذي صاحب عملية أحتراق الفحم تكونت منه الحرارة الناتجة.
- وعلم الفيزياء الحديث يعرف حالات تتغير كتلة الأجسام فيها تغيرا كبيرا نسبيا، فمثلا عند اصطدام أنوية الذرات مع بعضها البعض وتتكون منها نواة ذرية كبيرة. فعند تصادم نواة ذرة الليثيوم مثلا بنواة ذرة الهيدروجين فتتكون منهما نواتين من الهيليوم فإنها تفقد 1/400 من مجموع كتلتهم الأصلية.
- وقد حسبنا أعلاه أن 1 جرام من المادة يكافئ 25.000.000 كيلواط ساعي. لذلك فعند تحول الليثيوم والهيدروجين إلى هيليوم تنتج كمية من الطاقة قدرها 25.000.000 ÷ 400 = 60.000 كيلوواط ساعي.
- تصدر الشمس طاقة ناشئة عن تحول المادة بمعدل 4.26 مليون طن/الثانية (تعادل (3.846×1026 وات).